# Danguira
Danguira  è una città e sottoprefettura della Costa d'Avorio appartenente al dipartimento di Alépé. Conta una popolazione di 38 417 abitanti (censimento 2014).